# ریور بند لودج (کالیفرنیا)
ریور بند لودج (به انگلیسی: River Bend Lodge) یک منطقهٔ مسکونی در ایالات متحده آمریکا است که در شهرستان ریورساید، کالیفرنیا واقع شده‌است.